# Demokrati- och framstegskongressen
Demokrati- och framstegskongressen, Congrès pour la Démocratie et le Progrès (CDP) är ett politiskt parti i Burkina Faso. Partiet är regeringssittande.
CDP bildades 1996 genom samgående mellan nio partier och grupperingar inom två ytterligare partier.
Burkina Fasos president Blaise Compaoré, som styrde landet 1987-2014, tillhör CDP och partiet var det dominerande i Burkina Faso från dess grundande till Compaorés avgång 2014. Vid valet 2015, det första fria i landets historia, fick partiet endast 18 av 127 mandat i Burkina Fasos nationalförsamling.